# George Mihalka
George Mihalka (1953 en Hongrie - ) est un réalisateur et producteur québécois.

## Filmographie

### Réalisateur
- 1980 : Pinball Summer
- 1981 : Meurtres à la St-Valentin (My Bloody Valentine)
- 1982 : Scandale
- 1983 : Le Voyageur (The Hitchhiker) (série télévisée)
- 1985 : The Blue Man (TV)
- 1986 : Adventures of William Tell (TV)
- 1987 : Midnight Magic (TV)
- 1988 : Manœuvre hostile (Hostile Takeover)
- 1988 : Le Chemin de Damas
- 1988 : Guillaume Tell (Crossbow) (série télévisée)
- 1989 : Straight Line
- 1990 : Wish You Were Here (série télévisée)
- 1991 : The Final Heist (TV)
- 1992 : Scoop (série télévisée)
- 1992 : Psychic
- 1993 : La Florida
- 1994 : Relative Fear
- 1995 : Bullet to Beijing
- 1995 : Deceptions II: Edge of Deception
- 1996 : Windsor Protocol (TV)
- 1996 : L'Homme idéal
- 1998 : Thunder Point (TV)
- 1999 : Omertà, le dernier des hommes d'honneur (série télévisée)
- 2000 : Haute surveillance (série télévisée)
- 2000 : Dr Lucille - La remarquable histoire de Lucille Teasdale (Dr. Lucille) (TV)
- 2001 : Watchtower
- 2001-2002 : Undressed
- 2002 : Galidor: Defenders of the Outer Dimension (série télévisée)
- 2005 : Charlie Jade (série télévisée)
- 2005 : Les Boys 4

### Producteur
- 1988 : Manoeuvre hostile (Hostile Takeover)